# Claude de Longwy de Givry
Claude de Longwy dit le « cardinal de Givry », né en 1481 en Franche-Comté (France) et mort le 9 août 1561 au château de Mussy-sur-Seine, est un cardinal et évêque français des XVe et XVIe siècles.

## Biographie

### Famille
Fils de Philippe de Longwy (-Neublans), seigneur de Pagny et de Givry, et de Jeanne de Bauffremont, dame de Mirebeau. Neveu paternel d'Étienne de Longwy, évêque de Mâcon, et grand-oncle du cardinal Anne de Pérusse d'Escars de Givry, évêque de Lisieux puis de Metz (un fils de Françoise de Longwy ci-dessous).
C'est un frère cadet de Jean IV de Longwy sire de Pagny (beau-frère de François Ier par sa femme Jeanne), et donc un oncle paternel de Françoise de Longwy (l'amirale Chabot) et de Jacqueline de Longwy (comtesse de Bar-sur-Seine, et par son mariage duchesse de Montpensier).

### Carrière ecclésiastique
Après avoir été chanoine du chapitre cathédral d'Amiens puis archidiacre, il devint Évêque de Mâcon (voir le diocèse) du 24 avril 1510 au 10 novembre 1529. Il cumula ensuite plusieurs évêchés, il fut en même temps : 
- Évêque de Langres (voir le diocèse) de 1528 à 1561.
- Évêque de Poitiers (voir le diocèse) du 29 avril 1534 au 20 janvier 1551.
- Évêque de Périgueux (voir le diocèse) du 27 août 1540 au 27 août 1541.

Il fut ensuite :
- Évêque d'Amiens (voir le diocèse) du 13 octobre 1540 au 12 février 1546, date à laquelle il renonça à sa charge. Il n'était jamais venu dans son diocèse[1].

- Il fut réé cardinal de Givry le 7 novembre 1533 par Clément VII, au titre de Sainte-Agnès en Agone. Il participa au conclave de 1534 qui élit Paul III.

Il cumula également les abbatiats et fut :
- Abbé commendataire de Saint-Bénigne et  du monastère augustinien de Saint-Étienne de Dijon,  ainsi que de l'abbaye Sainte-Croix de Poitiers.

## Le mécénat du cardinal de Givry
En véritable prélat de la Renaissance, le cardinal de Givry est un grand amateur d'art. Son mécénat se fait ressentir à Langres durant son épiscopat et à Pagny-sur-Saône.
Il fit don à la cathédrale Saint-Mammès de Langres de huit tapisseries, figurant la légende de saint Mammès, attribuées à l'artiste sénonais Jean Cousin l'Ancien dont deux subsistent dans la cathédrale et une au musée du Louvre.
Claude de Longwy de Givry mourut à Langres, le 28 août 1560 et fut inhumé dans la cathédrale Saint-Mammès de Langres.